# Strada Statale 38 dir/B dello Stelvio
Die Strada Statale 38 dir/B dello Stelvio (kurz SS38dir/B) ist eine italienische Staatsstraße in der Region Lombardei.  Sie stellt einen Seitenast (italienisch diramazione) der SS 38 dar.
Bei der Festlegung 1928 der SS 38 wurden auch zwei Seitenäste festgelegt. Der zweite Seitenast (daher der Zusatz B) zweigt westlich des Stilfser Jochs ab und läuft zur Schweizer Grenze auf die Passhöhe des Umbrailpasses. Da die SS 38 in diesem Bereich nur knapp unterhalb des Umbrailpasses verläuft, ist der Seitenast lediglich 200 Meter lang. Auf Schweizer Seite schließt die Hauptstrasse 559 (von 1937 bis 1970 H66) nach Santa Maria Val Müstair an.